# Сельсин

Система из двух простых контактных однофазных сельсинов.

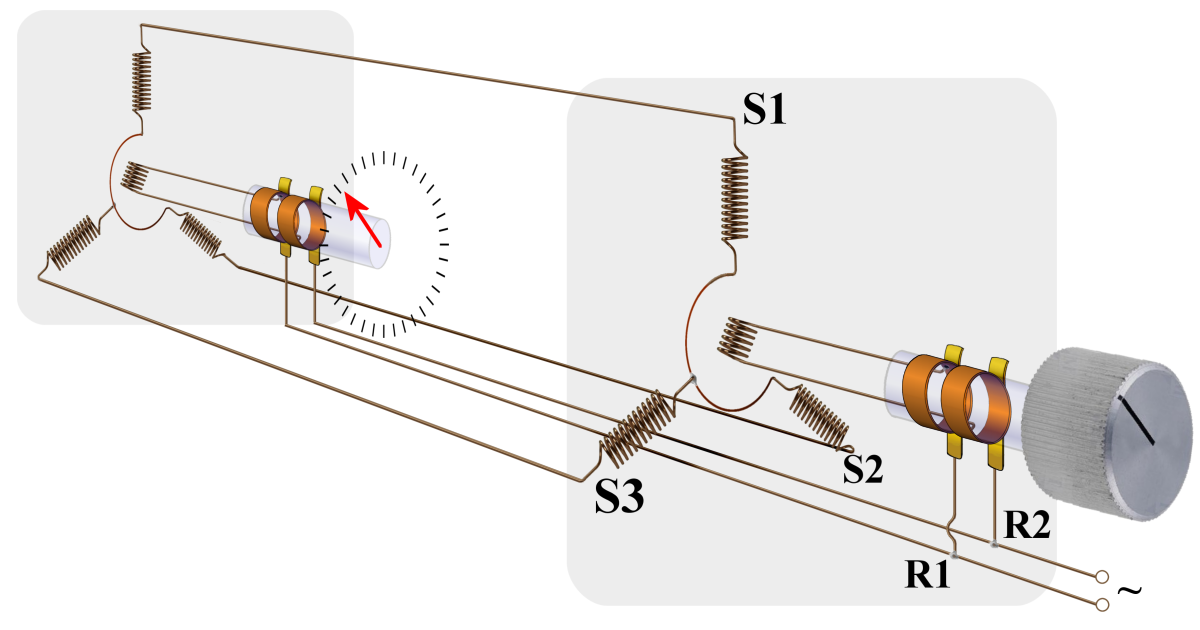
Принцип передачи угла поворота вала однофазного контактного сельсина-передатчика на однофазный контактный сельсин-приёмник.

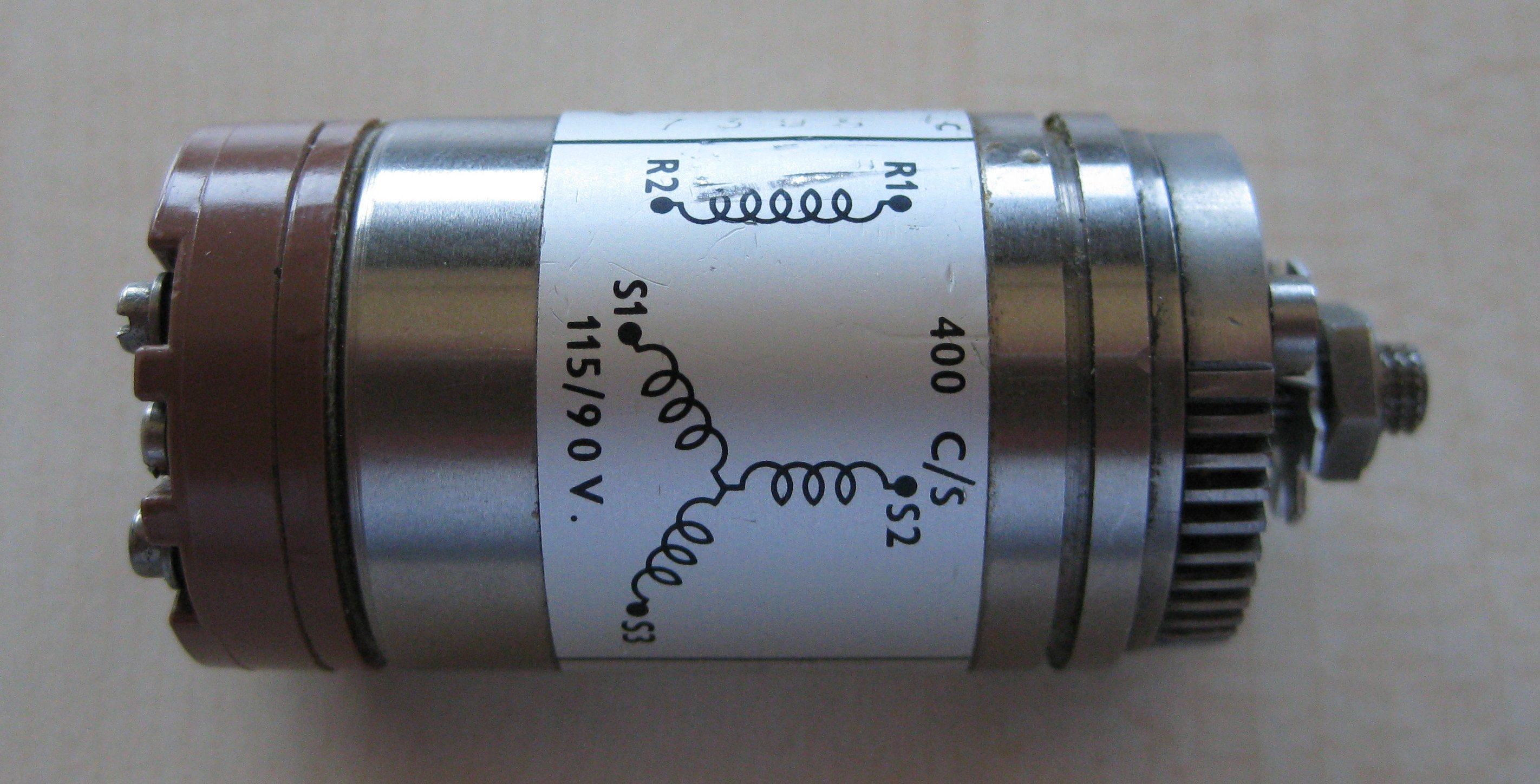
Фотография сельсина.

Сельси́н — индукционная машина системы синхронной связи. Сельсинами (от англ. self-synchronizing) называются электрические микромашины переменного тока, обладающие свойством самосинхронизации (для плавной передачи на расстояние угла поворота вала). Сельсин-передачи работают аналогично обычным механическим передачам, но в них крутящий момент между валами создаётся не при помощи непосредственно контактирующих шестерён, а посредством изменяющегося магнитного потока.
В различных отраслях промышленности, в системах автоматики и контроля часто возникает необходимость синхронного и синфазного вращения или поворота двух и более осей, механически не связанных друг с другом (например, на РЛС — радиолокационных системах с вращающейся антенной). Такие задачи решаются с помощью систем синхронной связи.
Простейший сельсин состоит из статора с трёхфазной обмоткой (схема включения в электрическую цепь — треугольник или звезда) и ротора с однофазной обмоткой. Два таких устройства электрически соединяются друг с другом одноимёнными выводами — статор со статором и ротор с ротором. На роторы подаётся переменное напряжение от одного источника. При этом вращение ротора одного сельсина вызывает поворот ротора другого сельсина.
Переменный ток в роторе одного из сельсинов (сельсин-датчика) создаёт в обмотках его статора ЭДС, тем самым вызывая переменный ток через соответствующие обмотки статора второго сельсина (сельсин-приёмника). Переменное магнитное поле, создаваемое этим током, взаимодействует с переменным магнитным полем ротора сельсин-приёмника; возникающий вращательный момент пропорционален разнице между положениями роторов датчика и приёмника, и вызывает поворот последнего до тех пор, пока их положения не станут совпадать.

## Типы
Сельсины и системы дистанционной передачи угла поворота подразделяются на две группы: трёхфазные силовые и однофазные.

### Трёхфазные сельсины
Трёхфазные сельсины применяются в системах, где требуется обеспечить синфазное и синхронное вращение двух двигателей (валов), находящихся на расстоянии друг от друга.

### Однофазные сельсины
Сельсины этого вида могут быть контактными и бесконтактными. В 1938—1940 годах советскими учёными А. Г. Иосифьяном и Д. В. Свечарником были разработаны и внедрены в производство явнополюсные бесконтактные сельсины. Позже были разбработаны также неявнополюсные сельсины с тороидальным трансформатором. Однофазные сельсины могут работать в двух режимах.

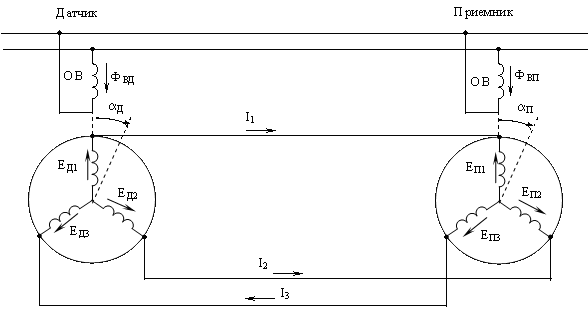
Схема подключения однофазных сельсинов в индикаторном режиме

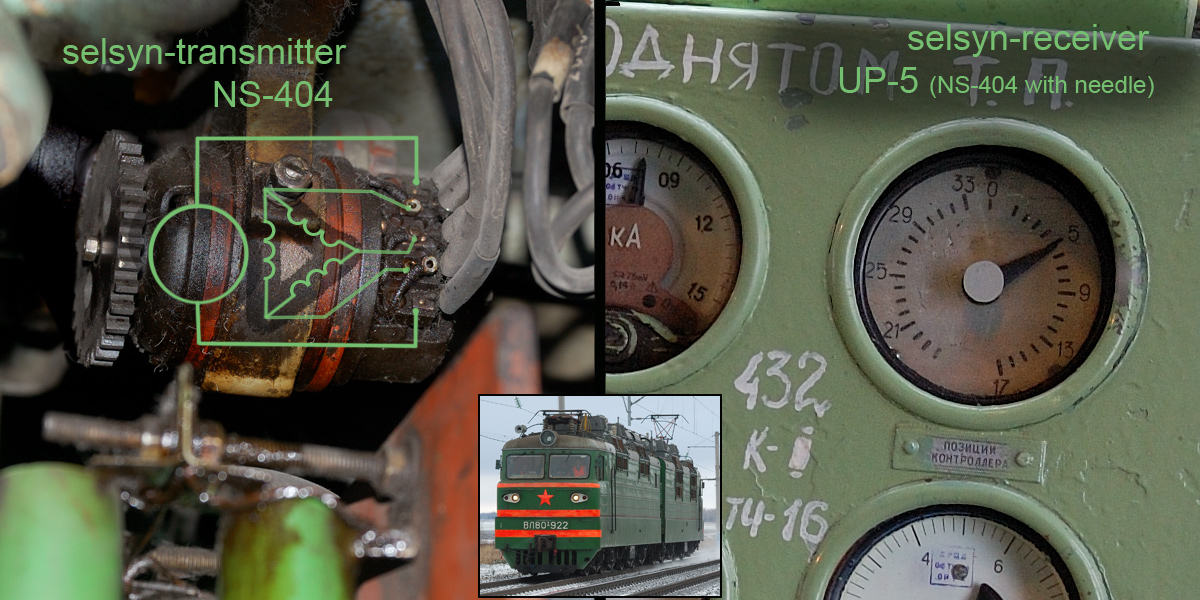
Однофазные индикаторные сельсины электровоза ВЛ80

- Индикаторный режим. Сельсин-датчик принудительно поворачивается на определённый угол, а сельсин-приёмник устанавливается в соответствующее ему положение.
- Трансформаторный режим. Сельсин-датчик принудительно поворачивается на определённый угол, а на выходе сельсин-приёмника формируется напряжение, являющееся функцией угла рассогласования между ними.

Для обоих режимов существуют схемы включения:
- парная (датчик и приёмник),
- многократная (датчик и несколько приёмников),
- дифференциальная (два датчика и приёмник).

## Недостатки, решения
- Невысокая точность синхронизации, особенно когда на валу сельсина-приёмника действует существенный механический момент.

Поэтому применяют следящие электромеханические связи — приёмный вал вращается вспомогательным электродвигателем, включенным в контур авторегулирования, причём в этом случае сельсин-приемник является датчиком угла рассогласования поворотов ведущего и ведомого валов.
Другой недостаток сельсинов — относительно невысокая точность передачи угла, обусловленная погрешностями изготовления магнитопровода сельсина. Для повышения точности применяют пару сельсинов — «грубый» и «точный» (последний установлен через редуктор и за один оборот основного вала делает несколько оборотов). Если сигнал с грубого сельсина слабее некоторого порога, автоматика передаёт в линию связи сигнал с точного сельсина.
- Не имеющий нагрузочного момента ротор сельсина колеблется с частотой питающего переменного тока, поэтому для подавления этих колебаний приходится использовать механические демпферы.

В современных устройствах сельсины всё чаще заменяются энкодерами. И только там, где простота, надёжность и ремонтопригодность важнее точности (например, в авиации), сельсины всё ещё находят широкое применение.